# 국유재산
국유재산(國有財産)은 국가의 부담이나 기부 채납, 법령과 조약의 규정에 의해 국가의 소유로서 국유재산법에 열거된 재산을 말한다. 용도에 따라 행정재산과 보통재산으로 구분되며, 공공용 재산, 공용 재산 및 기업용 재산은 행정재산에 속하는 것으로 각 기관장이 관할한다. 보통 재산은 국세청장이 관리한다.

## 같이 보기
- 공유재산